# 塔姆祖拉
35°25′N 0°39′W / 35.417°N 0.650°W

塔姆祖拉（阿拉伯语：‎），是阿爾及利亞的城鎮，位於該國西北部艾因泰穆尚特省，由艾因阿爾巴區負責管轄，面積229平方公里，2010年人口9,944，人口密度每平方公里43人。